# Каледін Сергій Євгенович
Каледін Сергій Євгенович (рос. Каледин Сергей Евгеньевич; *28 серпня 1949; Москва) — радянський і російський письменник, прозаїк.

## Життєпис
Народився 1949 р. Закінчив заочно Літературний інститут ім. М. Горького (1979). 
Автор сценарію кінофільму «Смиренний цвинтар» (1989, режисер О. Ітигілов), створеного на основі його однойменної повісті, з якою дебютував в 1987 році в журналі «Новый мир».
Автор повістей «Стройбат» (1989), «Поп і працівник» (1991), циклу «Коридор» (в книзі «Коридор», 1987), оповідань «Різдво в посольстві Канади», «Коли б ви знали ...» («Континент», № 83, 1995) і повістей «Берлін, Париж і "Вшива рота"» («Континент», № 84, 1995), «Тахана Мерказ» («Континент», № 87, 1996) та ін. 
Твори Сергія Каледіна були перекладені багатьма мовами світу.

## Твори
- Коридор: Повести. — М.: Советский писатель, 1987.
- Шабашка Глеба Богдышева. — М.: Известия, 1991.
- Поп и работник. — М.: Вагриус, 1994.
- Стройбат. — М.: СП «Квадрат», 1994.
- Записки гробокопателя: Повести. — М.: Вагриус, 2001.
- Избранная проза. — СПб.: Искусство-СПБ, 2007.
- Соседка. — М.: Огонёк; Терра — Книжный клуб, 2008.
- Почему проиграли войну [Архівовано 2 листопада 2013 у Wayback Machine.]. — М.: ПРОЗАиК, 2009.